# SN 2006ah
SN 2006ah – supernowa typu Ia odkryta 9 lutego 2006 roku w galaktyce A134613-0907. W momencie odkrycia miała maksymalną jasność 18,60m.